# Icard
Icard és una concentració de població designada pel cens dels Estats Units a l'estat de Carolina del Nord. Segons el cens del 2000 tenia 2.734 habitants.

## Demografia
Segons el cens del 2000, Icard tenia 2.734 habitants, 1.121 habitatges i 784 famílies. La densitat de població era de 268,6 habitants per km².
Dels 1.121 habitatges en un 32,9% hi vivien nens de menys de 18 anys, en un 54,3% hi vivien parelles casades, en un 11% dones solteres, i en un 30% no eren unitats familiars. En el 26,3% dels habitatges hi vivien persones soles el 10% de les quals corresponia a persones de 65 anys o més que vivien soles. El nombre mitjà de persones vivint en cada habitatge era de 2,44 i el nombre mitjà de persones que vivien en cada família era de 2,92.
Per edats la població es repartia de la següent manera: un 24,7% tenia menys de 18 anys, un 7,4% entre 18 i 24, un 33,5% entre 25 i 44, un 24,2% de 45 a 60 i un 10,2% 65 anys o més.
L'edat mediana era de 36 anys. Per cada 100 dones de 18 o més anys hi havia 92,5 homes.
La renda mediana per habitatge era de 35.804 $ i la renda mediana per família de 42.853 $. Els homes tenien una renda mediana de 25.060 $ mentre que les dones 22.675 $. La renda per capita de la població era de 16.784 $. Entorn de l'1,6% de les famílies i el 3,4% de la població estaven per davall del llindar de pobresa.

## Poblacions més properes
El següent diagrama mostra les poblacions més properes.